# Шумовые полосы
Шумовы́е по́лосы — разновидность искусственной дорожной неровности в виде поперечных или продольных полос, наносимых перед пешеходным переходом или опасным участком дороги, а также на разделительных полосах и обочинах междугородных дорог. 
Шумовые полосы наряду с более громоздким «лежачим полицейским» является одним из средств увеличения безопасности дорожного движения.

## Определение и классификация
В соответствии с ГОСТ Р 52765-2007, шумовая полоса – это «устройство в виде чередующихся поперечных полос на поверхности покрытия дороги, выполненные посредством крупношероховатой поверхностной обработки или другим способом, вызывающие вибрацию элементов подвески автомобиля и повышенный шум, вынуждающие водителей снижать скорость движения и повышать внимание».
Согласно ГОСТ 33025-2014, классификация шумовых полос устанавливается по двум признакам: по расположению на автомобильной дороге и по применяемым технологиям и материалам.
По расположению на автомобильной дороге шумовые полосы бывают:
- поперечные, применяемые в поперечном направлении проезжей части автомобильной дороги;
- продольные, применяемые вдоль краевой или разделительной полосы проезжей части.

Если поперечные шумовые полосы перед «зеброй» призывают водителя сбросить скорость перед опасным участком, то продольные будят водителя, если он задремал на трассе и машина начинает выезжать за пределы дороги.
Поперечные шумовые полосы допускается устраивать: перед нерегулируемыми пешеходными переходами; перед железнодорожными переездами без шлагбаума;  перед нерегулируемыми пересечениями и примыканиями в одном уровне с ограниченной видимостью.
По виду применяемого материала и технологии устройства шумовые полосы бывают:
- выполненные из термопластиков и холодных пластиков для горизонтальной дорожной разметки со световозвращающей поверхностью;
- выполненные из цветных покрытий противоскольжения;
- выполненные методом фрезерования дорожного покрытия;
- выполненные с использованием других материалов и технологий для изготовления шумовых полос.

## История
Впервые шумовые полосы были установлены в начале 1950-х годов в Нью-Джерси на парковой дороге округов Мидлсекс и Монмут — это были полосы из рифлёного бетона, производящие шум при движении по ним.

## Проблемы безопасности
Основной недостаток шумовых полос — громкий звук, с которым по ним проезжают машины. Кроме того, по некоторым данным, шумовые полосы, нанесённые прямо перед «зеброй», могут быть опасны, поскольку после них у водителя может не хватить времени остановить машину, особенно на мокрой дороге или при гололедице.